# إل. د. كلاوسون
إل. د. كلاوسون (بالإنجليزية: Lawrence Dallin Clawson) هو مصور سينمائي أمريكي، ولد في 4 أكتوبر 1885 في مدينة سولت ليك في الولايات المتحدة، وتوفي في 18 يوليو 1937 في إنغلوود في الولايات المتحدة.

## وصلات خارجية
- إل. د. كلاوسون على موقع IMDb (الإنجليزية)
- إل. د. كلاوسون على موقع أول موفي (الإنجليزية)
- إل. د. كلاوسون على موقع قاعدة بيانات الأفلام السويدية (السويدية)
- إل. د. كلاوسون على موقع قاعدة بيانات الفيلم (الإنجليزية)
- إل. د. كلاوسون على موقع كينوبويسك (الروسية)